# Braća i sestre
Braća i sestre je američka dramska TV serija koja se osvrće na život obitelji Walker u Los Angelesu, Kaliforniji. Prvi put se emitirala na američkoj postaji ABC, u nedjelju 24. rujna 2006., u terminu nakon "Kućanica". Glumačku postavu čine Oscarovka Sally Field, dobitnica Zlatnog Globusa Calista Flockhart i Rachel Griffiths. Sally Field je za ulogu Nore Walker dobila nagradu Emmy 2007. godine u kategoriji za "najbolju glavnu glumicu u dramskoj seriji".
Početkom 2010. godine ABC je dao seriji "zeleno svjetlo" za snimanje pete sezone, koja je na američkim malim ekranima počela s emitiranjem u rujnu 2010. 13. svibnja 2011. godine ABC je otkazao seriju.

## Sinopsis

### Premisa
Serija je centrirana na članove obitelji Walker, američku obitelj irsko-židovskih korijena. Neki članovi Walkerovih vode obiteljsku tvrtku "Ojai Food Company", glavni distributer hrane u regiji. Obiteljska kuća je smještena u Pasadeni, Kaliforniji. Okosnice obitelji Walker su otac William, majka Nora i njihovo petero djece. Norin brat, Saul Holden, pomaže Walkerovima u obiteljskom biznisu i upoznat je u većinu obiteljskih afera.
Walkerova djeca, poredani po starosti, su :
- Sarah Walker, zaposlena majka i predsjednica tvrtke "Ojai Food Company".
- Kitty Walker, republikanka koja je zaposlena kao glasnogovornica za senatora Roberta McCallistera.
- Thomas Walker, republikanac i direktor tvrtke "Walker Landing Wine".
- Kevin Walker, odvjetnik i deklarirani homoseksualac.
- Justin Walker, veteran iračkog rata i bivši ovisnik o drogama.
- Ryan Lafferty, Williamov sin s njegovom ljubavnicom.

Priča započinje smrću glave obitelji Williama Walkera na Kittyinoj rođendanskoj zabavi. Njegova smrt je povod otkrivanju velikih tajni iz njegovog drugog života - tajni koje će utjecati na sve članove njegove obitelji.

### Pregled serije
| Sezona | Sezona | Epizoda | Originalno emitiranje | Originalno emitiranje | DVD izdanje (regija 1) | DVD izdanje (regija 1) |
| Sezona | Sezona | Epizoda | Premijera sezone      | Kraj sezone           | DVD izdanje (regija 1) | DVD izdanje (regija 1) |
| ------ | ------ | ------- | --------------------- | --------------------- | ---------------------- | ---------------------- |
|        | 1      | 23      | 24. rujna 2006.       | 20. svibnja 2007.     | 18. rujna 2007.        |                        |
|        | 2      | 16      | 30. rujna 2007.       | 11. svibnja 2008.     | 23. rujna 2008.        |                        |
|        | 3      | 24      | 28. rujna 2008.       | 10. svibnja 2009.     | 1. rujna 2009.         |                        |
|        | 4      | 24      | 27. rujna 2009.       | 16. svibnja 2010.     | datum nije najavljen   |                        |
|        | 5      | 22      | 26. rujna 2010.       | 8. svibnja 2011.      | ?                      |                        |

### Zanimljivosti
- Producent serije je Ken Olin, a scenarist istaknuti američki dramatičar Jon Robin Baitz. Serija je dobila velike pohvale gdje god se prikazivala, i to prvenstveno zbog zanimljivog scenarija i reprezentativne glumačke ekipe.
- Obitelj Walker se originalno trebala zvati obitelj March. Majka obitelji trebala se zvati Iva March, a trebala ju je glumiti kazališna glumica Betty Buckley. Uloga je dobila novo ime i novu glumicu - Noru Walker tumači Sally Field.
- Kevin se trebao zvati Bryan, te ga je trebao glumiti Jonathan LaPaglia. Kao i trenutni Kevin, Bryan je isto trebao biti homoseksualac, no u braku i na rubu razvoda. Bryan je trebao imati i sina, te je zajedno s bivšom ženom trebao prolaziti kroz borbu za skrbništvo nad djetetom.
- Jonathana, Kittyinog dečka s početka serije, je trebao tumačiti glumac i pisac Dan Futterman. Ulogu je naposljetku dobio Matthew Settle.
- Robert McCallister je bilo ime lika u još jednoj seriji Grega Berlantija, "Jack i Bobby". U istoj seriji, Robert je imao ženu Courtney i sina Jacka, kao što je to slučaj i s ovom serijom.

## Glumačka postava
| Glumac/ica           | Uloga                                | Trajanje                      |
| -------------------- | ------------------------------------ | ----------------------------- |
| Dave Annable         | Justin Walker                        | sezona 1 - 5                  |
| Kerris Lilla Dorsey  | Paige Whedon                         | sezona 1 - 5                  |
| Sally Field          | Nora Walker                          | sezona 1 - 5                  |
| Calista Flockhart    | Katherine "Kitty" Walker McCallister | sezona 1 - 5                  |
| Rachel Griffiths     | Sarah Walker                         | sezona 1 - 5                  |
| Ron Rifkin           | Saul Holden                          | sezona 1 - 5                  |
| Matthew Rhys         | Kevin Walker                         | sezona 1 - 5                  |
| Maxwell Perry Cotton | Cooper Whedon                        | sezona 2 - 5 (gost u 1.)      |
| Luke Macfarlane      | Scotty Wandell                       | sezona 3 - 5 (gost u 1. i 2.) |
| Gilles Marini        | Luc Laurent                          | sezona 5 (gost u 4.)          |
| John Pyper-Ferguson  | Joseph "Joe" Whedon                  | sezona 1 (gost u 2.)          |
| Sarah Jane Morris    | Julia Walker                         | sezone 1 - 3 (gost u 4.)      |
| Balthazar Getty      | Thomas "Tommy" Walker                | sezona 1 - 3 (gost u 4. i 5.) |
| Emily VanCamp        | Rebecca Harper                       | sezona 1 - 4 (gost u 5.)      |
| Patricia Wettig      | Holly Harper                         | sezona 1 - 5                  |
| Rob Lowe             | Robert McCallister †                 | sezone 2 - 4 (gost u 1.)      |
| Luke Grimes          | Ryan Lafferty                        | sezona 4 (gost u 3.)          |

## Vanjske poveznice
- Brothers & Sisters - TV
- Brothers & Sisters  Arhivirana inačica izvorne stranice od 23. listopada 2007. (Wayback Machine) na abc.com